# Manolo Villanova
Manuel José Villanova Rebollar, conosciuto come  Manolo Villanova (Saragozza, 27 agosto 1942), è un allenatore di calcio ed ex calciatore spagnolo, di ruolo portiere.

## Carriera

### Giocatore

#### Betis
Nella stagione 1967-1968 difese la porta del Real Betis, nella Primera División spagnola. Nelle prime tre partite di campionato giocò il portiere José García Campillo ma dalla quarta giornata, in occasione di una sconfitta per 3-0 in casa del Córdoba, Villanova prese il posto da titolare e fino alla fine del campionato saltò tre partite nel mese di gennaio. Villanova non subì reti in sei partite, il Betis concluse il campionato al penultimo posto e retrocesse in Segunda División insieme ai concittadini del Siviglia FC.

#### Real Saragozza
Nel 1972, a 30 anni, tornò a giocare in Primera División con il Real Saragozza. Allenato da Luis Cid Pérez, giocò da titolare le prime 13 partite per poi cedere il posto a José Manuel Fernández Nieves. Subì il primo gol alla quinta giornata, contro il Betis. Tornò in campo il 15 aprile 1973 in occasione della partita contro il Celta de Vigo, entrando in campo nel secondo tempo, e subì il gol del definitivo 2-2 segnato da Ramón Sanromán. In totale in quella stagione subì 12 reti in 14 partite. Nella stagione 1973-1974 fu il terzo portiere, dopo Nieves e Juan Luis Irazusta e giocò 6 partite, quattro da titolare e due da sostituto, subendo 11 reti. Il Real Saragozza arrivò al terzo posto in campionato. Nella stagione successiva Villanova non scese mai in campo e la squadra aragonese arrivò al secondo posto dietro al Real Madrid, ottenendo il miglior piazzamento in classifica della sua storia.

### Allenatore
Dopo il ritiro intraprese la carriera da allenatore. Nella stagione 1978-1979 allenò il Real Saragozza all'ultima giornata di campionato dopo l'addio di Vujadin Boškov. Gli aragonesi pareggiarono 1-1 contro il Burgos. Restò a Saragozza fino alla stagione 1980-1981, nella quale fu sostituito da Luis Costa Juan dopo 27 partite. Dalla terza alla sesta giornata gli aragonesi rimasero in testa alla classifica; conclusero il campionato al quattordicesimo posto.
Nella stagione successiva Villanova passò al Salamanca, club appena retrocesso in Segunda División. La squadra arrivò al secondo posto, a due punti dal Celta Vigo, e ottenne la promozione in massima serie. Villanova guidò il Salamanca al tredicesimo posto ma nella stagione 1983-1984 terminò il campionato all'ultimo posto. Villanova fu sostituito al Salamanca dall'argentino Felipe Mesones e passò al Maiorca, in Segunda División. Guidò la squadra delle Baleari per tutta la stagione e concluse il campionato al settimo posto. Nella stagione 1985-1986 tornò ad allenare in massima serie, sostituendo Antonio Torres sulla panchina dell'Hércules dopo otto giornate. La squadra di Alicante si trovava all'ultimo posto in classifica. Concluse il campionato al penultimo posto e retrocesse in Segunda División insieme a Valencia e Celta Vigo. Nella stagione successiva Luis Costa Juan fu esonerato dal Real Saragozza dopo 12 giornate. Villanova tornò in Aragona e concluse il campionato all'undicesimo posto. A fine stagione Villanova fu sostituito da Radomir Antić.
Allenò il Recreativo de Huelva e il Real Saragozza B. Dal 2006 al 2008 allenò l'Huesca, in Segunda División B. Nella stagione 2007-2008, la squadra aragonese rimase ai vertici della classifica per tutta la stagione. Dopo 27 giornate, Villanova fu sostituito da Onésimo Sánchez che, posizionandosi al secondo posto, ottenne la prima promozione in Segunda División della storia dell'Huesca.
Villanova tornò ad allenare la prima squadra del Real Saragozza, diventando il quarto allenatore di quella stagione dopo Javier Iruretagoyena, ma non riuscì ad evitare la retrocessione per un punto.
Nella stagione 2008-2009 allenò il Real Saragozza B.